# Catacumba hebraica da Vigna Randanini

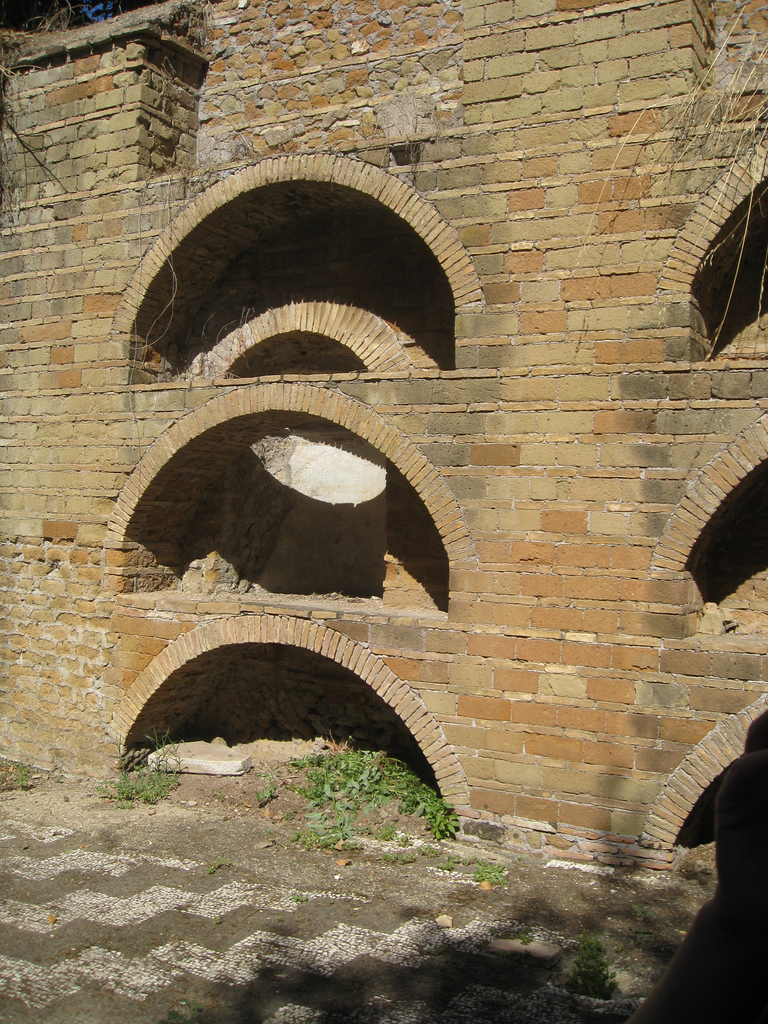
Catacumbas judaicas da Vigna Rondanini.

Catacumba hebraica da Vigna Randanini é uma catacumba romana que fica localizada na encosta de uma colina entre a Via Ápia Antiga e a Via Appia Pignatelli, no quartiere Appio-Latino de Roma. 

## História

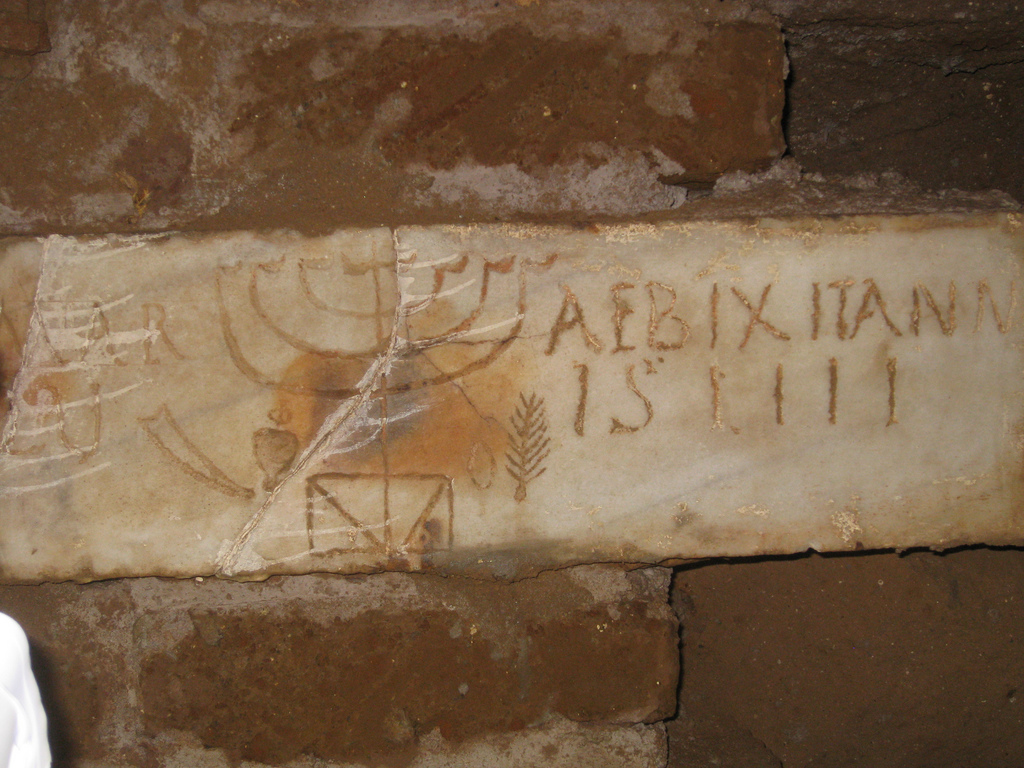
Detalhe de uma das inscrições.

Estas catacumbas, descobertas em 1859, reutilizaram um edifício pagão, ao qual foi acrescentada uma cobertura com abóbada e um piso em mosaico com tesselas brancas e pretas. O hipogeu é constituído por duas galerias principais, divididas em várias ramificações. Nelas estão vários lóculos nas paredes, cubículos com arcossólios e alguns sepulcros do tipo kokhim.
Estas galerias se estendem por uma área de 18 000 m² e estão a cerca de 10 metros de profundidade; no total, tem cerca de 700 metros, um percurso que hoje pode ser feito a pé. A datação é incerta, mas pinturas e restos recuperados no local permitem fixar uma data entre o século II e o IV.

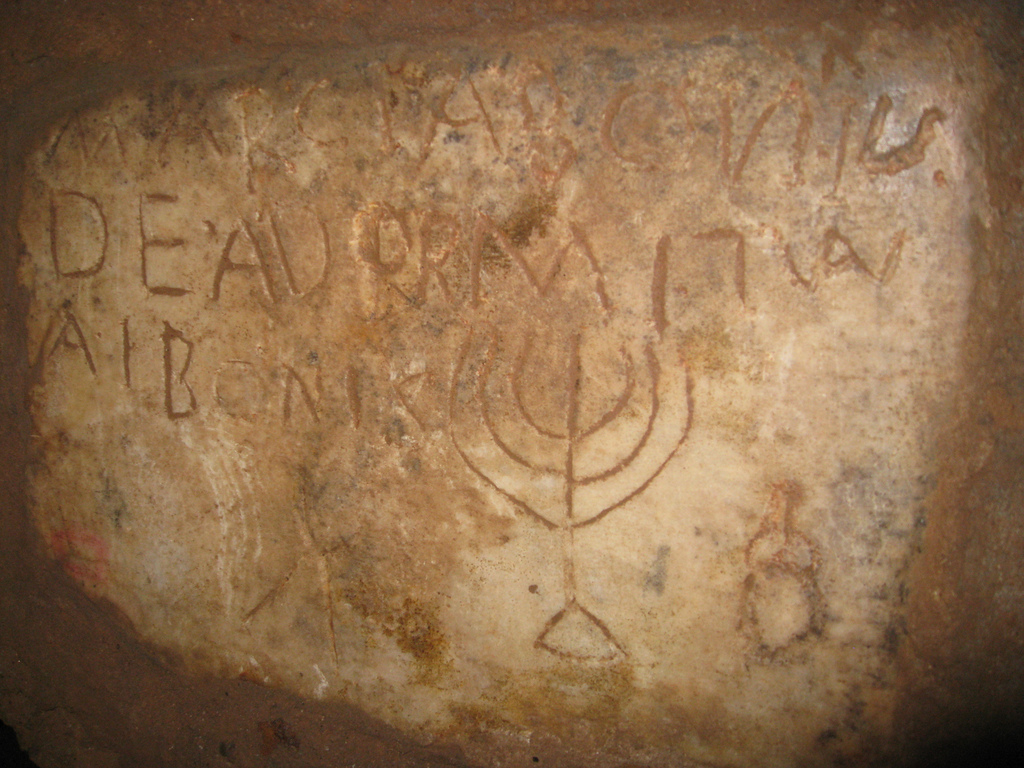
Detalhe de uma das sepulturas.

No interior foram descobertas 195 inscrições em grego e em latim, algumas gravadas em lajes de mármore, outras pintadas ou grafitadas na argamassa. A grafia é pouco cuidadosa, com imprecisões ortográficas e gramaticais, parte dos quais atribuíveis aos incisores e não aos autores. No momento da descoberta, muitas delas estavam enterradas e em estado fragmentário, mas acredita-se que o patrimônio epigráfico era muito mais copioso. A catacumba, de fato, sofreu com constantes espoliações já a partir da época antiga e a degradação piorou durante a Segunda Guerra Mundial, quando a galeria foi utilizada como refúgio.
Na galeria principal, onde além do chamado "Cubículo da Menorá, datado do final do século III, estava também o "Cubículo das Palmas", assim chamado pela presença, nos quatro ângulos, de representações de palmas datileiras, motivo ornamental típico da Diáspora. As paredes são ocupadas pelos lóculos que levaram à destruição parcial da rica decoração datada do final do século III e início do IV. Em uma outra área da catacumba fica o "Cubículo dos Pégasos", com toda probabilidade um hipogeu pagão englobado posteriormente à necrópole judaica. As cores utilizadas nos afrescos nas paredes são o vermelho cinábrio, o verde e o marrom. No centro da abóbada está uma representação da Vitória alada (em grego:  Nike) empunhando na mão esquerda um ramo de palmeira e na mão direita uma coroa de louro na direção de um jovem.